# ذوقان الهنداوي
ذوقان الهنداوي تربوي وسياسي وبرلماني ودبلوماسي أردني من مواليد عام 1927 في منزل والده الشيخ سالم باشا الهنداوي الكائن في مضافة عشيرة الهنداوي شمال المملكة الأردنية الهاشمية أو ما كان يعرف بإمارة شرق الأردن. تقلد الهنداوي خلال فترة 40 عام من حياته العملية العديد من المناصب الرسمية والحكومية الرفيعة وذلك من عام 1965 إلى عام 2005؛ والتي كان من أهمها رئيس الديوان الملكي الهاشمي ونائب رئيس الوزراء ووزير التربية والتعليم ووزير الإعلام ووزير المالية ووزير الشؤون الاجتماعية ووزير العمل ووزير الدولة لشؤون مجلس الوزراء وعين في مجلس الأعيان ونائب منتخب من الشعب في مجلس النواب وسفير فوق العادة. توفي الهنداوي في 2 تمّوز 2005 بعد حياة حافلة بالنشاط والعطاء وذلك نتيجة نوبة قلبية حادة وقد دفن في مقابر الديوان الملكي الهاشمي بمقربة من ضريح المغفور له الملك الحسين بن طلال.

## الخلفية العلمية
تلقى الهنداوي تعليمه الابتدائي للصفوف الثلاث الأولى في مدرسة النعيمة الابتدائية ومن ثم انتقل إلى مدرسة إربد حيث درس فيها حتى الصف الثامن. تم اختياره وأُرسل بعدها نظرا لتفوقه العلمي لمواصلة دراسته في الكلية العربية في مدينة القدس العربية حيث أتم المرحلة الثانوية وحصل على شهادة المترك الفلسطينية ومن ثم شهادة الثانوية العامة الإنجليزية من أكاديمية تابعة لجامعة لندن في عام 1946. بعد ذلك تابع الهنداوي دراسته الجامعية في جامعة فؤاد الأول أي جامعة القاهرة حاليا وحصل على شهادة البكالوريوس بامتياز في تخصص التاريخ في عام 1950 وبعد عدة سنوات من العمل في المجال التربوي حصل على الماجستير في التربية من جامعة ميريلاند University of Maryland في الولايات المتحدة الأمريكية في عام 1956.

## الخلفية المهنية
بدأ الهنداوي حياته المهنية في عام 1951 كمعلم أي أستاذ تاريخ في وزارة التربية والتعليم في المملكة الأردنية الهاشمية حيث أرسل إلى مدرسة الكرك الثانوية ثم تم نقله إلى مدرسة إربد الثانوية. ترفع بعد ذلك بقليل ليصبح مفتشاً تربويا في مقر الوزارة في العاصمة عمان ثم مديراً لدار معلمين بيت حنينا في الضفة الغربية وذلك فور حصوله على درجة الماجستير في التربية في عام 1956. انتقل بعد ذلك للعمل في وكالة الغوث UNRWA حيث استلم منصب مدير دائرة الشؤون الاجتماعية في عام 1961. ثم بعد عدة سنوات عاد للعمل في الحكومة الأردنية كملحق ثقافي في سفارتها في القاهرة في عام 1964 ولكنّه لم يستمر طويلاً في ذلك المنصب حيث تم إختيارة وتعيينه وكيل عام لوزارة الاعلام في نفس ذلك العام.

## المناصب الرسمية
تقلد الهنداوي أول منصب وزاري له كوزير للإعلام في التشكيل الثالث لرئيس الوزراء وصفي التل في 13 فبراير 1965. ثم تقلد الهنداوي بعد ذلك خلال فترة 40 عام العديد من المناصب الوزارية الهامة بشكل متكرر وشبه متواصل من ذلك التاريخ والتي كان من أهمها نائب رئيس الوزراء ووزير التربية والتعليم ووزير الإعلام ووزير المالية ووزير الشؤون الاجتماعية ووزير العمل ووزير الدولة لشؤون مجلس الوزراء وغيرها.
تقلد الهنداوي منصب وزير التربية والتعليم عدد كبير من المرات ولفترة زمنية طويلة تفوق تلك التي تولها أي من الوزراء الأخرين لهذه الوزارة الحيوية. هذا ويعتبر التربويون والمؤرخون بالاستناد على الحقائق الموثقة أن الهنداوي قد استحق لقب وشهرة مهندس وقائد الثورة التعليمية التي شهدتها الأردن من منتصف ستينيات القرن الماضي وهو كذلك مساهم رئيسي في النهضة التعليمية للوطن العربي بالكامل.
تم اختيار الهنداوي من قبل الملك الحسين بن طلال لمنصب رئيس الديوان الملكي الهاشمي في عام 1989 وكذلك كمندوب خاص للملك لزعماء العالم العربي وسفير فوق العادة في الخارج مرتان. كما اختاره الملك كعين ونائب أول لرئيس مجلس الأعيان الأردني 4 مرات وأصبح رئيسا فعالا لعدد من لجان المجلس الاستراتيجية التي منها لجنة الشؤون الخارجية ولجنة الشؤون التربوية والتعليمية والثقافية. هذا كما فاز الهنداوي بمنصب نائب للشعب في انتخابات مجلس النواب الحادي عشر لفترة 4 سنوات.
كان الهنداوي عضو مستمر في عدد كبير من مجالس أمناء الجامعات الحكومية والخاصة ومنها الجامعة الأردنية وجامعة اليرموك ورئيس مجلس أمناء عدد آخر ومنها جامعة العلوم التطبيقية وكلية المجتمع العربي، بالإضافة إلى عضويته الطويلة في مجمع اللغة العربية الأردني والموسوعة الفلسطينية وفي لجنة رعاية اليتيم العربي وغيرها.

## المفكر والكاتب
يعتبر الهنداوي صاحب مدرسة فكرية نقية في القومية والوطنية وكذلك صاحب مدرسة متميزة في التربية والتعليم. كان يؤمن بأن القضية الفلسطينية هي قضية الأمة المحورية وكان لقب «الأستاذ» أحب الألقاب لديه. من أبرز مؤلفاته كتاب القضية الفلسطينية الذي تم تدريسه في الصف الثالث الثانوي في الأردن من عام 1967 إلى عام 1996 كما كتب مذكراته الشخصية التي تحتوي على الكثير من المواقف الفاصلة ولكن لم يتم نشرها إلى تاريخ اليوم.

## الوفاة والتأبين
توفي الهنداوي رحمه الله صباح يوم 2 تمّوز 2005 في منزله الكائن في ضواحي العاصمة عمان نتيجة نوبة قلبية حادة ودفن في مقابر الديوان الملكي الهاشمي بمقربة من ضريح الملك الحسين بن طلال. هذا وقد تم استعراض عدد من إنجازاته الكثيرة وأخلاقه النبيلة في حفل تأبينه في 22 آب 2005 من قبل عدد كبير من رجالات الوطن العربي والدولة الأردنية كرؤساء الوزراء السابقين والمسؤولين وغيرهم.

## معرض صور

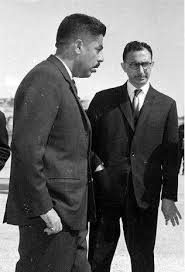
ذوقان الهنداوي في أول منصب وزاري له كوزير للإعلام في التشكيل الثالث لرئيس الوزراء وصفي التل في 13 فبراير 1965
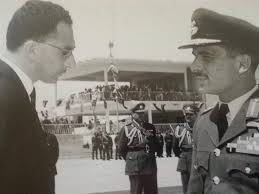
ذوقان الهنداوي في مطار ماركا في عمان مع الملك الحسين في عام 1967
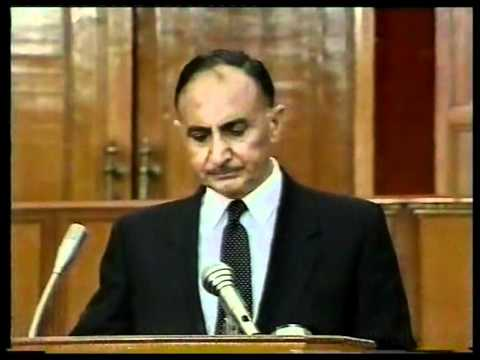
ذوقان الهنداوي في جلسة الثقة بحكومة مضر بدران عام 1989 كنائب الشعب في مجلس النواب الحادي عشر
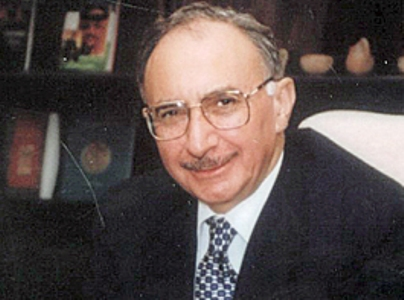
ذوقان الهنداوي نائب رئيس الوزراء وزير التربية والتعليم في مكتبه في رئاسة الوزراء عام 1994
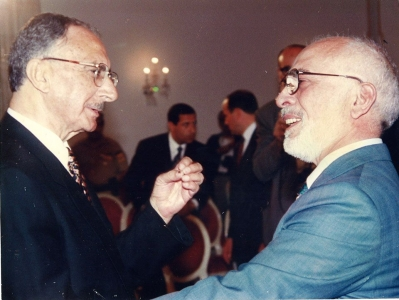
رئيس الديوان الملكي الهاشمي الأستاذ ذوقان الهنداوي بمعية الملك الحسين بن طلال الصورة في الديوان الملكي الهاشمي العامر في نهاية التسعينيات من القرن العشرين
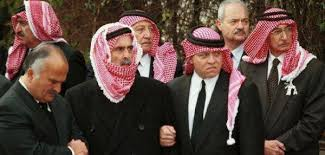
ذوقان الهنداوي في جنازة الملك الحسين بن طلال في المقابر الملكية عام 1999
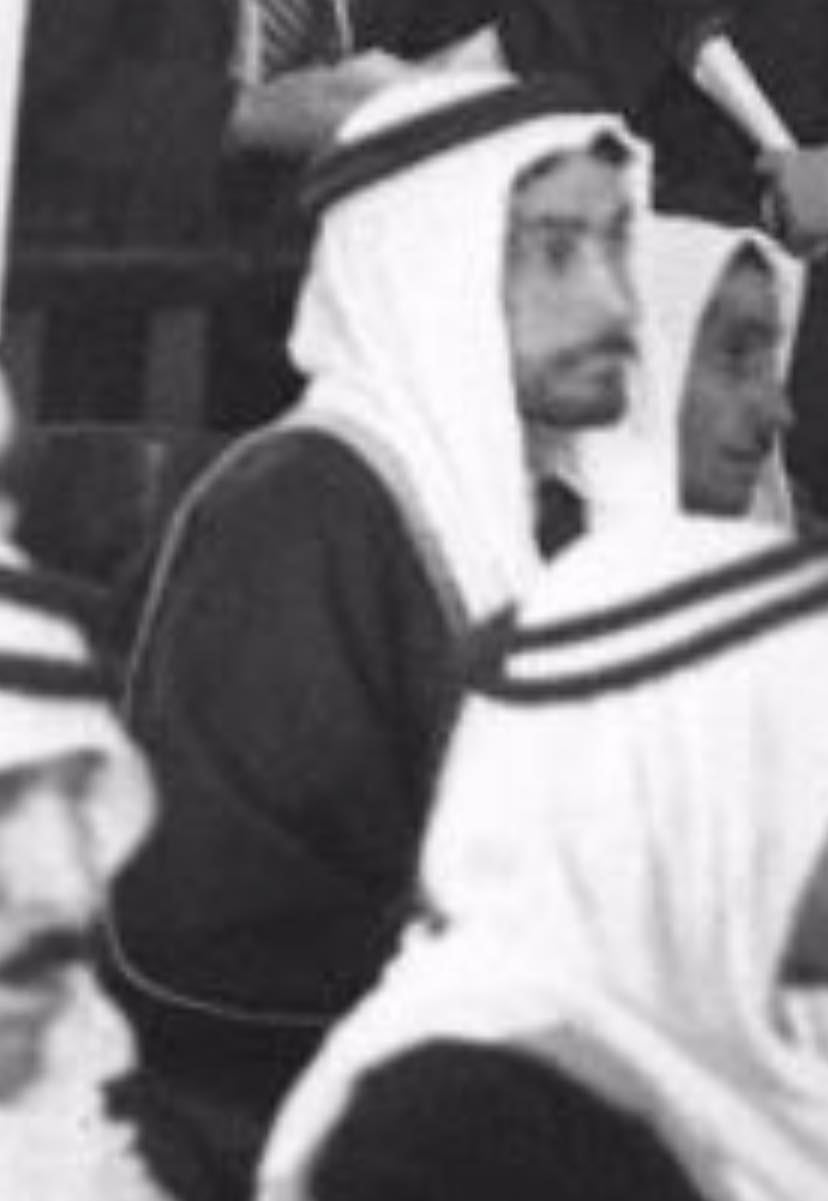
الشيخ سالم باشا الهنداوي - والد معالي الاستاذ ذوقان الهنداوي